# إليونورا روسي دراغو
إليونورا روسي دراغو (بالإيطالية: Eleonora Rossi Drago)‏ هي ممثلة إيطالية، ولدت في 23 سبتمبر 1925 في إيطاليا، وتوفيت بنفس المكان في 2 ديسمبر 2007.

## وصلات خارجية
- إليونورا روسي دراغو على موقع IMDb (الإنجليزية)
- إليونورا روسي دراغو على موقع روتن توميتوز (الإنجليزية)
- إليونورا روسي دراغو على موقع ألو سيني (الفرنسية)
- إليونورا روسي دراغو على موقع أول موفي (الإنجليزية)
- إليونورا روسي دراغو على موقع قاعدة بيانات الأفلام السويدية (السويدية)
- إليونورا روسي دراغو على موقع إن إن دي بي (الإنجليزية)
- إليونورا روسي دراغو على موقع ديسكوغز (الإنجليزية)
- إليونورا روسي دراغو على موقع قاعدة بيانات الفيلم (الإنجليزية)
- إليونورا روسي دراغو على موقع كينوبويسك (الروسية)